# Fato ou Fake
O Fato ou Fake é um serviço de verificação de fatos do Grupo Globo lançado em 30 de julho de 2018. Tem como objetivo esclarecer conteúdos duvidosos disseminados em redes sociais e aplicativos de mensagens instantâneas. É monitorado por equipes de jornalistas dos veículos g1, O Globo, Extra, Época, Valor Econômico, Central Brasileira de Notícias (CBN), GloboNews e TV Globo.
Em quatro anos de existência, publicou mais de três mil postagens e ajudou a esclarecer teorias da conspiração e conteúdos mentirosos sobre os mais diversos temas possíveis, entre eles: política, economia, ciência e saúde.
Em 1.º de outubro de 2020, o Tribunal Superior Eleitoral (TSE) oficializou o Fato ou Fake, juntamente com outros oito serviços de verificação, como parte de uma coalizão para ajudar a verificação informações durante as eleições de 2020. Esta coalizão, inclusive, foi renovada em 2022.
Em 13 de fevereiro de 2025, o Fato ou Fake estreou um quadro chamado "Fato ou Fake com Ana" no programa Mais Você, da TV Globo.